# NGC 4434
NGC 4434 (другие обозначения — UGC 7571, MCG 1-32-69, ZWG 42.115, VCC 1025, PGC 40886) — эллиптическая или линзовидная галактика в созвездии Девы.
Несмотря на близость на небесной сфере, не относится к скоплению Девы. Сверхмассивная чёрная дыра в ней имеет более высокую массу, чем можно предсказать по дисперсии скоростей в галактике: её масса составляет 7⋅107 M⊙. Эллиптичность изофот галактики значительно варьируется в области центральных 20 секунд дуги, а их отклонение от эллипса остаётся практически постоянным на всех радиусах.
Этот объект входит в число перечисленных в оригинальной редакции «Нового общего каталога».